# Aelia Marcia Euphemia
Aelia Marcia Euphemia war die Tochter des spätantiken oströmischen Kaisers Markian. Ihr Geburtsdatum ist unbekannt, ebenso das genaue Datum ihres Todes. Fest steht nur, dass sie nach 472 n. Chr. starb.
Sie wurde von ihrem Vater 455 mit einem seiner bedeutendsten Heermeister, Anthemius, verheiratet. Durch ihre Verwandtschaft mit dem Kaiserhaus machte Euphemia ihren Mann zu einem für Leo I. akzeptablen Kandidaten um die Kaiserherrschaft im Westreich. Euphemia folgte ihrem Mann nach Italien. Über ihr weiteres Schicksal ist nichts bekannt.